# Giuseppe Armand
Giuseppe Armand ist ein ehemaliger italienischer Skispringer.
Armand gewann 1943 seinen ersten und einzigen italienischen Meistertitel vor Roberto Lacedelli und Bruno Da Col.